# Кармело Седрун
Кармело Седрун Очандатегі (ісп. Carmelo Cedrún Ochandátegui, нар. 6 грудня 1933, Аморебієта-Ечано) — іспанський футболіст, що грав на позиції воротаря. Виступав за національну збірну Іспанії. По завершенні ігрової кар'єри — тренер.
Чемпіон Іспанії. Триразовий володар кубка Іспанії.

## Клубна кар'єра
Вихованець футбольної школи клубу «Атлетік Більбао». Дорослу футбольну кар'єру розпочав 1950 року в основній команді того ж клубу, в якій провів чотирнадцять сезонів, взявши участь у 334 матчах чемпіонату. Більшість часу, проведеного у складі «Атлетика», був основним голкіпером команди. За цей час виборов титул чемпіона Іспанії.
Своєю грою за цю команду привернув увагу представників тренерського штабу клубу «Еспаньйол», до складу якого приєднався 1963 року. Відіграв за барселонський клуб наступні чотири сезони своєї ігрової кар'єри. Граючи у складі «Еспаньйола» також здебільшого виходив на поле в основному складі команди.
Завершив професійну ігрову кар'єру у північноамериканському клубі «Балтімор Бейс», за команду якого виступав протягом 1968 року.

## Виступи за збірну
1955 року дебютував в офіційних матчах у складі національної збірної Іспанії. Протягом кар'єри у національній команді, яка тривала три роки, провів у формі головної команди країни 13 матчів.
У складі збірної був учасником чемпіонату світу 1962 року у Чилі.

## Кар'єра тренера
Розпочав тренерську кар'єру невдовзі по завершенні кар'єри гравця, 1969 року, очоливши тренерський штаб клубу «Дуранго».
1975 року став головним тренером команди «Сельта Віго», тренував клуб з Віго два роки.
Згодом протягом 1979—1980 років очолював тренерський штаб клубу «Сельта Віго».
Протягом тренерської кар'єри також очолював команди клубів «Баракальдо», «Логроньєс», «Культураль Леонеса», «Реал Мурсія» та «Реал Хаен».
Наразі останнім місцем тренерської роботи був клуб «Реал Ліненсе», головним тренером команди якого Кармело Седрун був з 1985 по 1988 рік.

## Досягнення
- Чемпіон Іспанії:

«Атлетік Більбао»: 1956
- Володар кубка Іспанії:

«Атлетік Більбао»: 1955, 1956, 1958

## Статистика
Статистика виступів за іспанські клуби:
| Турнір            | «Атлетік» | «Атлетік» | «Еспаньйол» | «Еспаньйол» | Всього | Всього |
| Турнір            | І         | ПГ        | І           | ПГ          | І      | ПГ     |
| ----------------- | --------- | --------- | ----------- | ----------- | ------ | ------ |
| Чемпіонат Іспанії | 334       |           | 82          |             | 416    |        |
| Кубок Іспанії     | 62        |           | 12          |             | 74     |        |
| Латинський кубок  | 2         | 3         | —           | —           | 2      | 3      |
| Кубок чемпіонів   | 6         | 14        | —           | —           | 6      | 14     |
| Кубок ярмарків    | —         | —         | 7           | 12          | 7      | 12     |
| Всього            | 404       |           | 101         |             | 505    |        |

У збірній:
| №  | Дата       | Місто          | Господарі      | Рахунок | Гості      | Візаві                       |
| -- | ---------- | -------------- | -------------- | ------- | ---------- | ---------------------------- |
| 1  | 14.03.1954 | Стамбул        | Туреччина      | 1:0     | Іспанія    | Тургай Шерен                 |
| 2  | 17.03.1954 | Рим            | Іспанія        | 2:2     | Туреччина  | Тургай Шерен (Шюкрю Ерсой)   |
| 3  | 19.06.1955 | Женева         | Швейцарія      | 0:3     | Іспанія    | Антоніо Пермунян             |
| 4  | 27.11.1955 | Дублін         | Ірландія       | 2:2     | Іспанія    | Джеймс О'Ніл                 |
| 5  | 30.11.1955 | Лондон         | Англія         | 4:1     | Іспанія    | Рон Бейнем                   |
| 6  | 03.06.1956 | Оейраш         | Португалія     | 3:1     | Іспанія    | Карлуш Гомеш (Кошта Перейра) |
| 7  | 24.11.1957 | Лозанна        | Швейцарія      | 1:4     | Іспанія    | Ежен Парльє                  |
| 8  | 13.03.1958 | Париж          | Франція        | 2:2     | Іспанія    | Клод Абб                     |
| 9  | 19.03.1958 | Франкфурт      | ФРН            | 2:0     | Іспанія    | Фріц Геркенрат               |
| 10 | 13.04.1958 | Мадрид         | Іспанія        | 1:0     | Португалія | Карлуш Гомеш                 |
| 11 | 31.05.1962 | Вінья-дель-Мар | Чехословаччина | 1:0     | Іспанія    | Вільям Шройф                 |
| 12 | 03.06.1962 | Вінья-дель-Мар | Мексика        | 0:1     | Іспанія    | Антоніо Карбахаль            |
| 13 | 13.06.1963 | Мадрид         | Іспанія        | 2:6     | Шотландія  | Адам Блеклоу                 |